# Ernest Choquette
Pour les articles homonymes, voir Choquette.
Ernest Choquette, né le 18 novembre 1862 à Saint-Mathieu-de-Beloeil et mort le 29 mars 1941 à Montréal, est un écrivain, homme politique, journaliste et médecin québécois.

## Biographie
Né à Saint-Mathieu-de-Beloeil, Ernest est le cadet de Joseph Choquette et de Thaïs Audit dit Lapointe, de modeste cultivateur. Plusieurs de leurs dix enfants connaissent de brillantes carrières. Ernest fait son cours classique au Collège de Saint-Hyacinthe puis poursuit des études en médecine à l'université Laval à Montréal. Dès la fin de ses études en 1886, il s'installe et pratique de manière définitive à Mont-Saint-Hilaire. Lorsqu'il fait la cour à Éva Perreault, qui habite l'autre côté de la rivière Richelieu, il développe avec son ami Calixte Guertin, un service téléphonique entre les deux rives. Il est le frère de Philippe-Auguste Choquette, de Cyrille Choquette et de Charles-Philippe Choquette.
Mais Choquette veut participer au débat public. Imprégné par le nationalisme canadien français de son temps, il collabore de manière régulière à divers journaux.
En 1898, il publie le roman Les Ribaud, une idylle de 37, premier roman à prendre pour thème la rébellion des Patriotes de 1837-38, dont des épisodes particulièrement sanglants s'étaient passés dans la région. L'année suivante, il publie Claude Paysan, illustré par Ozias Leduc et qui sera réédité en France en 1936. Ce livre, qui obtient le prix de littérature de la Province, est brocardé dans le sonnet « Les Juges » de Germain Beaulieu. En 1900, il publie Carabinades, un recueil de 26 contes et récits largement autobiographiques, dont huit seulement sont des histoires de carabin.
Il entretient également une amitié avec le peintre Ozias Leduc. Il monte à Mont-Saint-Hilaire une pièce de théâtre La Madeleine, alors que son ami Leduc et son jeune élève, Paul-Émile Borduas participeront à l'élaboration du décor.
Il est également grandement intéressé à la politique, il devient maire de Mont-Saint-Hilaire en 1907 à 1912. En 1910, grâce à son ami Lomer Gouin alors premier ministre, Choquette est nommé au Conseil législatif dans Rougemont. Il devient membre de la société royale du Canada en 1911, certainement grâce à son appartenance à la famille libérale. Son frère, Philippe-Auguste est l'un des principaux lieutenants de Wilfrid Laurier.
Il est enterré dans le cimetière paroissial de Saint-Mathieu-de-Belœil.

## Œuvres
Romans
- Les Ribaud, une idylle de 37, 1898
- Claude Paysan, 1899 ; prix Robidoux
- La Terre, 1916

Souvenirs
- Carabinades, 1900

Théâtre
- Madeleine, pièce de 5 actes (épisode de 1837), 1916, jouée en 1928.

Le fonds d'archives d'Ernest Choquette est conservé au centre d'archives de Montréal de Bibliothèque et Archives nationales du Québec.

## Revues et journaux
- Le Canada
- La Patrie
- La Presse
- Les Débats
- Le Journal de Françoise

## Annexe